# Herrera de los Navarros
Herrera de los Navarros là một đô thị ở tỉnh Zaragoza, Aragon, Tây Ban Nha. Theo điều tra dân số 2004 của Viện thống kê Tây Ban Nha (INE), đô thị này có dân số là 634 người. Diện tích đô thị này là 104 ki-lô-mét vuông.
Đô thị này ở độ cao 809 m trên mực nước biển.